# Bengt Svahn
Bengt Axel Svahn, född 11 augusti 1921 i Munkedal, Foss församling, Göteborgs och Bohus län, död 16 oktober 2004 i Vetlanda, Jönköpings län,  var en svensk arkitekt. 
Svahn, som var son till köpman Conrad Svahn och Margot Almqvist, avlade studentexamen i Göteborg 1941 och utexaminerades från Chalmers tekniska högskola 1946. Han anställdes hos arkitekt Gotthard Ålander 1946, på länsarkitektkontoret i Mariestad 1947, blev biträdande stadsarkitekt i Karlskoga stad 1951 och var stadsarkitekt i Vetlanda stad och Sävsjö stad från 1955. Han bedrev även egen arkitektverksamhet. Han är begravd på Kvibergs kyrkogård i Göteborg.